# Pascal Chimbonda
Pascal Chimbonda (* 21. Februar 1979 in Les Abymes auf Guadeloupe) ist ein ehemaliger französischer Fußballspieler.

## Vereinskarriere
Der meist auf der rechten Abwehrseite eingesetzte Pascal Chimbonda wuchs im französischen Überseedépartement Guadeloupe in der Karibik auf und begann dort bei einem Verein in Pointe-à-Pitre mit dem Fußballspielen. In Europa wurde er erstmals 1999 durch seine Verpflichtung beim damaligen Erstligisten Le Havre AC bekannt. Bei le HAC, dem Doyen des französischen Fußballs, blieb er auch nach dessen Abstieg im Jahr 2000 und trug zwei Jahre später maßgeblich zu dessen Rückkehr in die Ligue 1 bei. Als der Verein am Ende der Saison 2002/03 erneut in die Ligue 2 musste, wechselte Chimbonda zum SC Bastia und wurde auch hier auf Anhieb Stammspieler. Als die Korsen 2005 aus der höchsten Spielklasse abstiegen, nahm er ein Angebot von Wigan Athletic an, der gerade in die englische Premier League aufgestiegen war. Als Grund für diesen Wechsel nannte er die Tatsache, dass Klubleitung und Mannschaft seiner Meinung nach „hungrig“ seien und hochgesteckte Ziele erreichen wollten.
Pascal Chimbonda gilt als physisch sehr starker Spieler, ausgestattet mit Offensivdrang und einem überdurchschnittlichen Kopfballspiel. Er hat auch in der Spielzeit 2005/06 für Wigan zwei Punktspieltore erzielt. Die Profis der Premier League haben ihn sogar zum besten rechten Abwehrspieler der Saison gewählt. Andererseits hat er bei Le Havre und vor allem in Bastia auf dem Rasen auch schon gelegentlich "Dienst nach Vorschrift" abgeleistet, wenn er mit taktischen Anweisungen seiner Trainer nicht einverstanden war; und insbesondere in Bastia hat er sich mehrfach mit Zuschauern angelegt, weil die mit seiner Einstellung nicht immer einverstanden waren und dies in Sprechchören zum Ausdruck brachten – aus Chimbondas Sicht rassistische Äußerungen, was das Klubpräsidium offiziell zurückwies (siehe unten, Weblinks).
Nachdem Manchester United und Tottenham Hotspur jüngst Interesse an einer Verpflichtung Chimbondas geäußert haben und er selbst – trotz Vertrags bis 2009 – mit einem Wechsel liebäugelt, setzte der Vorstand von Wigan im Mai 2006 seine Ablösesumme auf umgerechnet 8,7 Mio. € fest; am letzten Tag der Wechselfrist unterschrieb er tatsächlich bei den Spurs. Von hier zog es in 2009 zum AFC Sunderland. Nach nur einer halben Saison bei Sunderland wurde er aber zurück zu den Spurs transferiert um von diesen, wiederum nach nur einer halben Saison, direkt zu den Blackburn Rovers weiterverkauft zu werden.
Am 21. Januar 2011 wechselte Pascal Chimbonda zu den Queens Park Rangers in die Football League Championship, von denen er aber schon nach kurzer Zeit an Panetolikos ausgeliehen wurde. Im Sommer 2013 kehrte er in den englischen Fußball zurück und schloss sich dem Northern-Premier-League-Verein – also einem Siebtligisten – Market Drayton Town an.

## Nationalspieler
Sein erstes und einziges Spiel für die französische A-Nationalelf bestritt Pascal Chimbonda am 31. Mai 2006; dabei handelte es sich allerdings nur um einen Kurzauftritt ab der 88. Spielminute gegen Dänemark. Gut zwei Wochen zuvor hatte Nationaltrainer Raymond Domenech den Neuling zur Überraschung von Medien und Öffentlichkeit in das 23er-Aufgebot für die Weltmeisterschaft 2006 berufen.